# Piula de Sprague
La piula de Sprague (Anthus spragueii) és un ocell de la família dels motacíl·lids (Motacillidae).

## Hàbitat i distribució
Habita praderies del Canadà i les Estats Units, des del nord d'Alberta, centre de Saskatchewan i sud de Manitoba cap al sud fins Montana, oest de Dakota del Sud, Dakota del Nord i nord-oest de Minnesota.